# Cantone di Saint-Julien-de-Vouvantes
Il Cantone di Saint-Julien-de-Vouvantes era una divisione amministrativa dell'arrondissement di Châteaubriant.
È stato soppresso a seguito della riforma complessiva dei cantoni del 2014, che è entrata in vigore con le elezioni dipartimentali del 2015.
Comprendeva i comuni di:
- La Chapelle-Glain
- Erbray
- Juigné-des-Moutiers
- Petit-Auverné
- Saint-Julien-de-Vouvantes